# Der Verführer läßt schön grüßen
Der Verführer läßt schön grüßen (Originaltitel: Alfie) ist eine von Lewis Gilbert inszenierte Literaturverfilmung nach dem Theaterstück Alfie von Bill Naughton. Die Hauptrolle spielt Michael Caine. 1975 folgte die Fortsetzung Alfie, der liebestolle Schürzenjäger, in der allerdings Alan Price die Hauptrolle übernahm.

## Handlung
Alfie Elkins liebt das ungezwungene Leben im London der Swinging Sixties. Für ihn ist es von vorrangiger Bedeutung, Spaß zu haben und emotionale Bindungen zu vermeiden. Als Gilda, mit der er lediglich ab und zu schläft, ein Kind von ihm bekommt, ist es für ihn selbst umso überraschender, dass ihm seine Rolle als Vater auch Freude bereitet. Dennoch möchte er mit Gilda keine feste Beziehung eingehen, so dass sie einen anderen Mann heiratet.
Alfie geht es gesundheitlich zunehmend schlechter. Als bei ihm Tuberkulose festgestellt wird, muss er sechs Monate in einem Sanatorium verbringen. Nach seiner Entlassung schläft Alfie mit Lily, der Frau eines anderen Patienten. Er fängt auch Verhältnisse mit weiteren Frauen an. Zum einen ist da Annie, die für ihn kocht und die Wohnung sauber hält. Zum anderen genießt er die Gesellschaft der lebenslustigen Amerikanerin Ruby.
Die Beziehung mit Annie wird zu einer Belastung für Alfie, da er auch bei ihr das Eingehen einer festen Bindung scheut. Er verlässt Annie.
Lily erwartet ein Kind von Alfie, der sie dazu nötigt, eine illegale Abtreibung von einem Kurpfuscher vornehmen zu lassen.
Ruby verliert das Interesse an Alfie und nimmt sich einen jüngeren Liebhaber.
Am Ende ist Alfie allein. Einsam blickt er zurück auf sein vergangenes Handeln und muss sich nun mit den Konsequenzen seiner Taten auseinandersetzen.

## Kritiken
„Eine unausgewogene Mischung aus zynischem Witz und bitterem Ernst, die sich um die Themen Liebe, Ehebruch und Abtreibung dreht. Zwar kurzweilig und flott inszeniert, auch beachtlich gespielt und mit einer attraktiven Musik versehen, krankt der Film an seinen plumpen Dialogen und dem moralinsauren Schluss.“

„Es gibt kaum etwas, das Alfie zurückhält. Michael Caine gibt eine beeindruckend starke Vorstellung als der weibstolle Antiheld. Mit Dialogen und Situationen, die humorvoll, beißend, ungehobelt und letztendlich oft auch ergreifend sind, kann der Film durchaus schockieren. Aber hinter seiner rauen Philosophie verbergen sich Scharfsinnigkeit, spitze Bemerkungen und eine pointierte Moral.
Eines der geschicktesten Mittel, die der Film einsetzt, ist der häufige Gebrauch der direkten Ansprache des Publikums. Dabei ist die Wirkung nicht immer gleichermaßen erfolgreich wie bei Groucho in den Filmen der Marx Brothers. Aber dieser Kunstgriff hat recht gut in Bill Naughtons Theaterstück funktioniert und hier ist es ebenso.“

„Basierend auf dem Theaterstück von Bill Naughton schlägt Lewis Gilberts Film neue Wege ein, indem er seinen lasterhaften Antihelden dessen sexuelle Abenteuer, einer offenen und geistreichen Beichte gleich, direkt in die Kamera verkünden lässt. Caine ist vor der Kamera derart ungezwungen, dass dieses grundsätzlich theatralische Stilmittel wunderbar auf der Leinwand wirkt, besonders als Alfie beginnt, den Wert seiner wurzellosen und sorgenfreien Existenz zu hinterfragen.
Wenn man den Film aus der Perspektive der Zeit nach AIDS betrachtet, erscheint Alfies leichtfertiger Umgang mit der unverschämten Millicent Martin, der mausgrauen Jane Asher und der vulgären Shelley Winters als eindeutig lebensmüde. Allerdings bleibt seine zwanglose sexuelle Freizügigkeit nicht folgenlos, und die stärkste Szene im Film zeigt Alfie, wie er sich gezwungen sieht, eine illegale Abtreibung für eine seiner Geliebten in die Wege zu leiten.“

„Keckzüngige Komödie um einen Londoner Vorstadt-Casanova mit recht mürber Moral. Zügig inszenierter Streifen mit ansprechenden schauspielerischen Leistungen, der jedoch nicht allzuviel Tiefgang hat. Nur für Erwachsene mit einer Vorliebe für Frivolität.“

## Synchronisation
Die deutsche Synchronversion wurde mit Eckart Dux für Caine, Ingrid van Bergen für Winters, Edith Teichmann für Martin und Inge Wolffberg für Merchant produziert.

## Auszeichnungen (Auswahl)
- Der Film war bei der Oscarverleihung 1967 in den Kategorien Bester Film, Bester Hauptdarsteller, Beste Nebendarstellerin (Vivien Merchant), Beste adaptiertes Drehbuch sowie Bester Song (Alfie) nominiert, konnte aber keinen Preis gewinnen.
- Die Produktion wurde 1967 mit dem Golden Globe Award als Bester ausländischer englischsprachiger Film ausgezeichnet.
- Darstellerin Vivien Merchant erhielt für ihre Rolle den British Academy Film Award als Beste Nachwuchsdarstellerin und wurde vom National Board of Review als Beste Nebendarstellerin geehrt.
- Regisseur Gilbert erhielt bei den Internationalen Filmfestspielen von Cannes 1966 den Preis der Jury.
- Das British Film Institute wählte Der Verführer läßt schön grüßen im Jahre 1999 auf Platz 33 der besten britischen Filme aller Zeiten.

## Soundtrack
- Sonny Rollins: Alfie. Original Music from the Score., Grp Records – Wiederveröffentlichung der Filmmusik, aufgenommen mit einer elfköpfigen Band unter der Leitung des Dirigenten Oliver Nelson (neu gemastert).

Soundtrackliste
1. "Alfie's Theme" – 9:41
2. "He's Younger Than You Are" – 5:09
3. "Street Runner with Child" – 3:59
4. "Transition Theme for Minor Blues or Little Malcolm Loves His Dad" – 5:49
5. "On Impulse" – 4:28
6. "Alfie's Theme Differently" – 3:44

- Aufgenommen am 26. Januar 1966 im Rudy Van Gelder Studio, Englewood Cliffs, New Jersey, USA.